# 应天塔
应天塔是位于浙江省绍兴市的一处古塔，位于古城南部的越城区塔山街道解放南路，塔山（飞来山、宝林山、怪山、龟山）山顶。塔山是古城内的三座山丘（府山、蕺山、塔山）之一。
这是一座砖塔，高7层，高37.91米，平面为六边形。登塔顶可以俯瞰绍兴古城全景。
应天塔始建于东晋，由沙门昙彦与名士许洵兴建。473年，惠基法师建宝林寺，塔在寺内。唐乾符元年（874年），宝林寺改名应天寺，塔亦随寺改为应天塔。北宋乾德初年（963－968年）重建。明嘉靖三年（1524年）再次重建，即现存的应天塔。1909年中元节失火，只剩下空心砖塔。1984-1985年，政府拨专款整修复原，由同济大学路秉杰教授设计，专家陈从周教授受聘为顾问。
历代众多文人名士曾登临应天塔，留下诗作。北宋王安石有《登飞来峰》：“飞来山上千寻塔，闻说鸡鸣见日升。不畏浮云遮望眼，自缘身在最高层。”
1957年8月16日，应天塔公布为绍兴市第一批市级文物保护单位。
应天塔附近还有秋瑾故居、章学诚故居可供参观。